# U;Nee
U;Nee, tên thật là Heo Yoon (Hangul: 허윤, Hán Việt: Hứa Duẫn, sinh ngày 3 tháng 5 năm 1981, mất ngày 21 tháng 1 năm 2007) là một nữ ca sĩ kiêm diễn viên Hàn Quốc.

## Tiểu sử
U;Nee sinh ngày 3 tháng 5 năm 1981, cô tham gia ngành giải trí sau khi đóng phim Grown-ups Just Don't Understand năm 1996.
Đến năm 1998 cô tiếp tục đóng phim Seventeen và một số phim truyền hình khác. Tuy vậy, các vai diễn của cô không gây ấn tượng đối với người xem.
Vì vậy, sau khi chuyển sang ngành âm nhạc, cô đã trở nên nổi tiếng. Đặc biệt, với những bước nhảy gợi cảm và phong cách thời trang ấn tượng, cô nhanh chóng trở thành một nghệ sĩ trẻ được khán giả khắp Á châu mến mộ.

## Các album
- Passion & Pure (2005): với single One
- U;nee code (2003)
- call call call (2004)
- Honey (2007)

## Tự sát
U;Nee đã tự sát tại nhà ở Seo-gu, Incheon, Hàn Quốc ngày 21 tháng 1 năm 2007 sau khi bị trầm cảm do gánh nặng về thành công của album thứ 3, thọ 26 tuổi.
Các nhà chức trách cho rằng U;Nee đã tự tử, dù cô không để lại di chúc hay thư tuyệt mệnh cho người thân. Mẹ U;Nee xác nhận, gần đây, con bà luôn ở trong tình trạng căng thẳng sa sút tinh thần. Nguyên nhân có thể do những áp lực trong thời gian cô chuẩn bị phát hành album thứ ba mang tên Honey (dự kiến phát hành 2007). U;Nee đã bị chỉ trích nhiều trên mạng Internet vì album nói trên.